# ラウンドブリリアントカット
ラウンドブリリアントカット（round brilliant cut）とはダイヤモンドのカッティング、ブリリアントカットの一つ。

## 概要
17世紀末に現在のラウンドブリリアントカットの原型となったと言われるオールドマインカット（トリプルカット）、18世紀初めには現在のラウンドブリリアントカットの旧式スタイルであるオールドマインカットを進化させたオールドヨールピアンカットが登場。
1919年、これらのカッティングを元にベルギーの数学者・宝石職人であるマウセル・トルコフスキーの著書「ダイヤモンドデザイン」の中で反射や屈折率などの光学理論と数学によってダイヤモンドが最も美しく輝く形として発表される。
形状の不完全性が指摘される1980年まではダイヤモンドの理想的なカット比率としてアメリカ、ダイヤモンド国際基準4Cを提唱する教育機関であるGIAの教科書に記載されていた。

## 特徴
ラウンドブリリアントカットは石を上から見れば円形、横から見れば三角の上に台形が乗った形になり、台形部分にたくさんの平面が切り取られたカッティングを指す。ダイヤモンドの定番と言われることもある。

### 構造
最初に石の中央部分を丸くカットし、カットした部分を中心に放物状を描きながらカットしていく。基本の切子面はクラウン面やパビリオンカット面、テーブル、キューレットの計58面だが、さらに細かくカッティングされ144面になることもある。
58面と144面では構造が異なり、ダイヤモンドの輝きにも大きな違いが現れる。58面にカットした場合にはダイヤモンドのテーブル面に光が集まるが、144面にカットする場合はダリアファセットを加えることでダイヤモンドの全体が輝く構造になっている。

### メリットとデメリット
ラウンドブリリアントカットはダイヤモンドのカッティングの定番とも言われ、ダイヤモンドがあしらわれたジュエリーのほとんどにラウンドブリリアントカットが採用されている。そのためジュエリーの種類に捉われることなく幅広い選択肢の中から自分好みのジュエリーを選ぶことができる。
一方でラウンドブリリアントカットのカッティングでは輝きのために原石の半分以下のサイズになる場合もあり、大きいダイヤモンドの希少性が高くなってしまう。そのため、ラウンドブリリアントカットが施されたダイヤモンドはサイズが大きいほど高額になってしまうデメリットが生じる。

## 他の代表的なブリリアントカット
ラウンドブリリアントカットはブリリアントカットの一種であり、他のブリリアントカットも多く存在する。
ハートシェイプ・ブリリアントカット
名前の通りダイヤモンドをハート型にカットすること。カットされる部分は多いが、強い存在感を持つカット。
マーキーズ・ブリリアントカット（マーキスカット）
ダイヤモンドを両端が尖った縦長の楕円形状にカットすること。カラット数が実際より大きく見えることが特徴的なカット。
オーバル・ブリリアントカット
ダイヤモンドやルビー、サファイヤに施され、真上から見た時に楕円形に見えるカット。長い歴史を持つカット。
ペアシェイプ・ブリリアントカット
ダイヤモンドを洋ナシ形また涙のしずくに似た形にカットすること。独特の優雅なフォルムが特徴的で指輪として使用すると指が細く、長く見えることから人気のカット。